# Noah Schnapp
Noah Cameron Schnapp (Scarsdale, 3 oktober 2004) is een Amerikaans acteur die bekend is geworden door zijn rol als Will Byers in de Netflix-serie Stranger Things.

## Carrière
Schnapp begon zijn acteercarrière toen hij de stem van Charlie Brown was in The Peanuts Movie. Ook speelde hij in de film Bridge of Spies. Stranger Things begon op 27 oktober 2017 en Schnapp had daarin een hoofdrol als Will Byers. Verder speelde hij mee in een muziekclip van Panic! at the Disco getiteld LA Devotee. Schnapp is daarnaast bekend op de apps TikTok en Instagram, met miljoenen volgers.

## Rollen

### Films
- 2015: Bridge of Spies, als Rogar Donovan
- 2015: The Peanuts Movie, als Charlie Brown (stem)
- 2016: The Circle (korte film), als Lucas
- 2017: We Only Know So Much, als Otis Copeland
- 2018: Asesinato en el Hormiguero Express, als Noah Schnapp
- 2018: Legend of Hallowaiian, als Kai (stem)
- 2019: Abe, als Andrade Grostein (Abe)
- 2020: Waiting for Anya, als Jo
- 2020: Hubie Halloween, als Tommy
- 2023: The Tutor, als Jackson

### Televisie
- 2016-heden: Stranger Things, als Will Byers

## Prijzen en nominaties
| Jaar | Prijs                     | Categorie                                                | Serie           | Resultaat   |
| ---- | ------------------------- | -------------------------------------------------------- | --------------- | ----------- |
| 2017 | Screen Actors Guild Award | Outstanding Performance by an Ensemble in a Drama Series | Stranger Things | Gewonnen    |
| 2018 | Screen Actors Guild Award | Outstanding Performance by an Ensemble in a Drama Series | Stranger Things | Genomineerd |

- Bibsys: 1615360582781
- Bibliothèque nationale de France: cb17912818n (data)
- Gemeinsame Normdatei: 1219470635
- International Standard Name Identifier: 0000 0004 9269 9559
- Library of Congress Control Number: no2016112884
- MusicBrainz: aa10292a-bcc9-472a-b3fb-6bccbb3b59cc
- Nederlandse Thesaurus van Auteursnamen: 400656183
- Virtual International Authority File: 9259147270626135700001
- WorldCat: E39PBJbtrCcK6vqmvx89VBFVG3